# ブラザーズ・イン・アームス
『ブラザーズ・イン・アームス』（Brothers in Arms）は、イギリスのロック・バンド、ダイアー・ストレイツが1985年に発表した、5作目のスタジオ・アルバム。ライヴ・アルバム『アルケミィ〜ダイアー・ストレイツ・ライヴ』（1984年）を挟んで発表された、3年振りのスタジオ・アルバムである。ダイアー・ストレイツにとって最大のヒット作であり、全世界での売り上げは3千万枚を超えている。

## 背景
このアルバムに収められている最後の曲「ブラザース・イン・アームス」は、1982年3月に勃発し、1992年2月に正式に収束した、イギリスとアルゼンチン間で戦われたフォークランド紛争が背景になっている。レコーディングはモントセラトのAir Studiosで行われ、ニューヨークのパワー・ステーションでミキシングが行われた。ダイアー・ストレイツの中心人物であるマーク・ノップラーと、ニール・ドーフスマンが共同でプロデュースしており、ドーフスマンはエンジニアも兼任した。本作ではガイ・フレッチャーが新メンバーとして迎えられており、また、「マネー・フォー・ナッシング」にはスティングがゲスト参加した。
アルバムのクレジットでは、ウェザー・リポート等で活動していたオマー・ハキムと、当時ダイアー・ストレイツの正式メンバーであったテリー・ウィリアムズの2名がドラマーとして記載されている。ただし、『Sound on Sound』誌の2006年5月号に掲載された記事「CLASSIC TRACKS: Dire Straits 'Money for Nothing'」によれば、共同プロデューサーのドーフスマンは「彼（ウィリアムズ）は偉大なドラマーだが、彼のスタイルはストレート・アヘッドなロックン・ロールで、オマーのよりポリリズム的なスタイルの方がマーク（・ノップラー）の進めていた方向性に合っていた」「多くの異なるスタイルに精通したドラマーが必要だった」と語っており、「マネー・フォー・ナッシング」のイントロのスネアドラムとトムトムはウィリアムズの演奏だが、殆どのパートはハキムの演奏が採用された。モントセラトに呼ばれたハキムは、わずか2日半ほどで全曲のドラム・パートを録り終えている。なお、ハキムの起用が決定する前、ノップラーはアンディ・ニューマークやピーター・アースキンといったドラマーを候補に挙げていたという。
収録曲「ウォーク・オブ・ライフ」は、ドーフスマンの意見によりアルバムから外すことも検討されたが、バンド側の意見が通って本作に収録された。最終的には、「ウォーク・オブ・ライフ」は本作からの第4弾シングルとしてもリリースされている。
今作のレコーディングはプロデューサーである（エンジニアも兼任）ニール・ドーフスマンの得意技とも言える「フル・デジタル・レコーディング」で行われている（当時は「コストがかかりすぎる」と言う事で敬遠されがちだった）。スタジオでの実作業としてはデジタルマルチトラックレコーダーで録音後、アナログコンソールを使用してミックスしたものをA/Dコンバーターを通して2チャンネルのデジタルレコーダーにトラックダウンし、最終的にデジタルマスタリングしている。同じドーフスマンプロデュースであるスティングの『ナッシング・ライク・ザ・サン』（1987年、全英1位）も、フル・デジタル・レコーディングである。このアルバム収録の「マネー・フォー・ナッシング」もマーク・ノップラーとスティングの共作曲であり、ボーカルで参加している。
本作はLP、カセット、CDの形態でリリースされたが、カセットおよびCDは、大半の曲がLPより1分以上長いヴァージョンとなっている。また、LPの売上げをCDが上回った史上初の作品ともなった。

## 反響
イギリスでは、バンドにとって2作目の全英アルバムチャート1位獲得作品となり、通算14週にわたり1位を獲得して、1985年5月25日から1988年12月10日まで連続トップ100入りするロング・ヒットとなった。その後も度々チャート・インを繰り返し、2015年2月14日付の全英アルバムチャートでは8位に再浮上して、約30年振りに全英トップ10入りしている。オフィシャル・チャート・カンパニーが2012年2月28日に発表したデータによれば、イギリス国内では累計415万2千枚を売り上げており、2012年5月の時点では、イギリスで歴代7番目に売れたアルバムとなっている。
アメリカのBillboard 200では、デビュー・アルバム『悲しきサルタン』以来となるトップ10入りを果たし、バンドにとって初の全米1位獲得アルバムとなった。アメリカでは1985年7月にゴールド・ディスクに認定され、発売から1年後の1986年5月の時点で5×プラチナに認定されて、1996年には9×プラチナに認定されるほどの大ヒットを記録した。
本作は、他にも多くの国で大ヒットを記録した。オランダのアルバム・チャートでは2週連続1位を獲得し、1993年2月27日までに合計250週トップ100入りしている。スウェーデンのアルバム・チャートでは19週連続でトップ3にランク・インし、うち11週で1位を獲得。ニュージーランドのアルバム・チャートでは、1985年5月26日から1986年7月13日まで1年以上にわたり連続でトップ10入りしており、うち21週で1位を獲得。
本作に伴うコンサート・ツアーは12カ月続き、234公演が行われて約250万人を動員した。

## 評価・受賞
イギリスのブリット・アワードでは、1986年に本作が最優秀ブリティッシュ・アルバム賞にノミネートされるが受賞は果たせず、この年にはフィル・コリンズのアルバム『フィル・コリンズIII』が同部門を受賞した。ただし、ダイアー・ストレイツはこの年の最優秀ブリティッシュ・グループ賞を受賞している。そして、本作は1987年にも再び最優秀ブリティッシュ・アルバム賞にノミネートされ、この年には受賞を果たした。
アメリカのグラミー賞では、本作収録曲「マネー・フォー・ナッシング」が最優秀ロック・パフォーマンス賞を受賞し、本作の共同プロデューサー／レコーディング・エンジニアであるニール・ドーフスマンが最優秀エンジニア賞を受賞した。また、本作からのシングルのミュージック・ビデオを収録した映像作品『Brothers in Arms : The Video Singles』は、グラミー賞最優秀短編ミュージック・ビデオ賞を受賞した。
『ローリング・ストーン』誌が選定したオールタイム・グレイテスト・アルバム500では352位にランク・インした。
2005年5月、本作のリリース20周年を記念して5.1サラウンド・サウンドのSA-CDが発売され、このSA-CD盤は、第48回グラミー賞において最優秀サラウンド・サウンド・アルバム賞を受賞した。

## 収録曲
特記なき楽曲はマーク・ノップラー作。ランニング・タイムはCDに準拠。
1. 君にさよなら "So Far Away" – 5:12
2. マネー・フォー・ナッシング "Money for Nothing" (Mark Knopfler, Sting) – 8:26
3. ウォーク・オブ・ライフ "Walk of Life" – 4:12
4. 愛のトリック "Your Latest Trick" – 6:33
5. ホワイ・ウォリィ "Why Worry" – 8:31
6. アクロス・ザ・リヴァー "Ride Across the River" – 6:58
7. ザ・マンズ・トゥー・ストロング "The Man's Too Strong" – 4:40
8. 真実の世界 "One World" – 3:41
9. ブラザーズ・イン・アームス "Brothers in Arms" – 7:00

## 参加ミュージシャン
- マーク・ノップラー - ボーカル、ギター
- アラン・クラーク - キーボード
- ガイ・フレッチャー - キーボード、ボーカル
- ジョン・イルズリー - ベース、ボーカル
- オマー・ハキム - ドラムス
- テリー・ウィリアムズ - ドラムス

アディショナル・ミュージシャン
- ランディ・ブレッカー - トランペット
- マイケル・ブレッカー - サックス
- マルコム・ダンカン - サックス
- ニール・ジェイソン - ベース
- トニー・レヴィン - ベース
- ジミー・マーレン - パーカッション
- マイク・マイニエリ - ヴィブラフォン
- デイヴ・プリューズ - ホーン
- ジャック・ソニ - ギター
- スティング - ボーカル(#2)